# Канадський бальзам

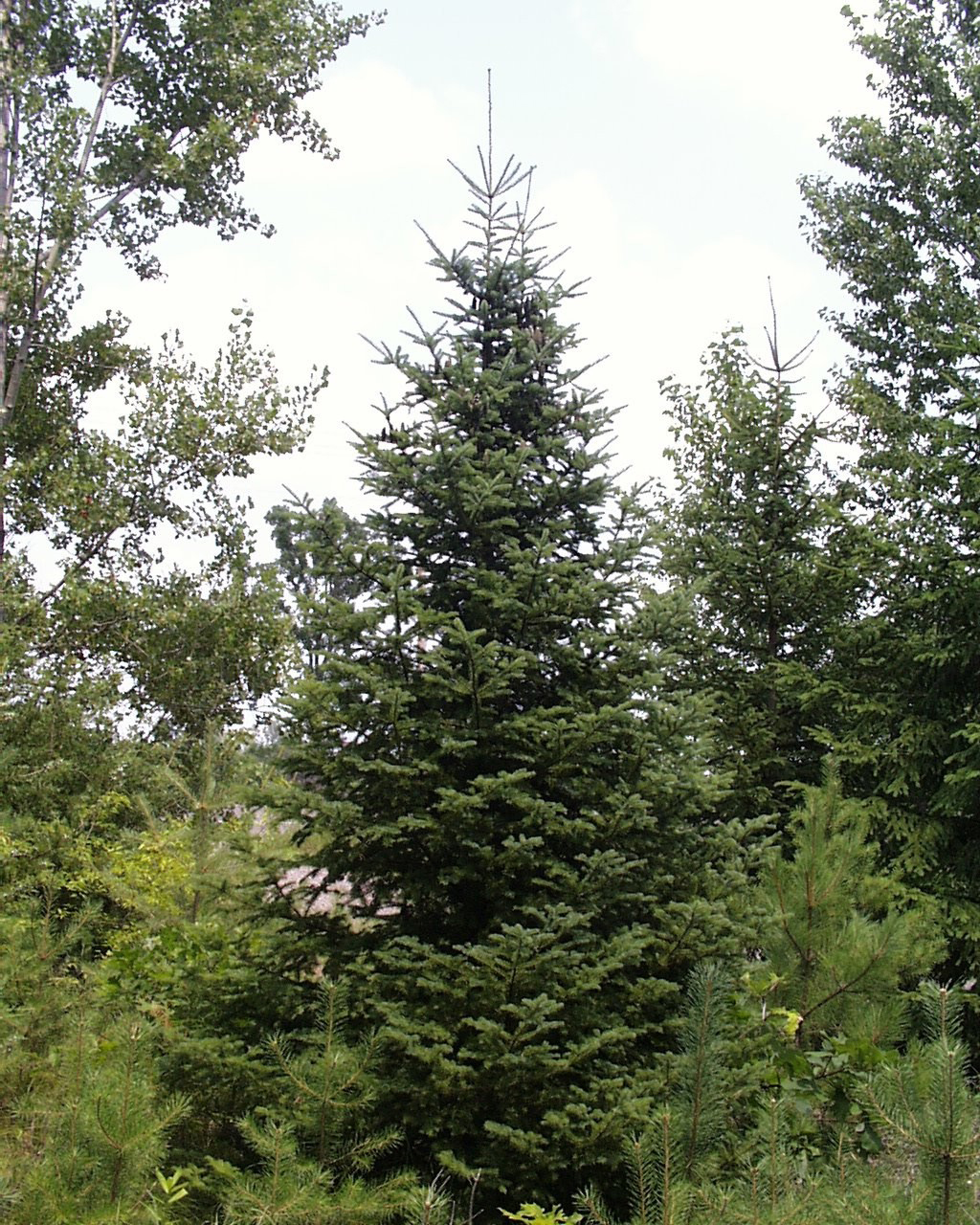
Ялиця бальзамічна, або канадська

Канадський бальзам (англ. Canada balsam) - смола (терпентин), одержувана з ялиці бальзамистої, або канадської (Abies balsamea, (L.) Mill.), що росте в Канаді.
Видобувають зі смоляних вмістилищ кори, що випинаються у вигляді жовна на зовнішній її поверхні, і збирають у відносно незначній кількості, всього до 20-30 тонн на рік. Отримання дуже трудомістке, оскільки для видобуття смоли кожен бальзамний міхур у корі проколюють загостреним носиком залізної кружки, в яку бальзам відразу стікає по носику. З одного дерева можна отримати за один раз зазвичай не більше 250 г бальзаму і до того ж не частіше, ніж через кожні 3 роки. Збір бальзаму триває від середини червня до середини серпня.
Безбарвний або трохи жовтуватого кольору, зовсім прозорий, консистенцією нагадує мед, має приємний запах, пекучий, гіркуватий смак. Із міцним спиртом не дає прозорого розчину; легко розчиняється у хлороформі, ксилолі, бензолі, сірковуглеці та ефірі, але не в бензині. Містить до 25 % ефірної олії (лівий пінен) і дві смоли, з яких одна розчинна в спирті, інша - ні; кислотне число 84-87.
Завдяки високій прозорості, безбарвності, великому показнику заломлення (1,55, близькому до оптичного скла типу кронів) і тому, що він ніколи не каламутніє і не кристалізується, використовують для склеювання оптичного скла, склеювання призм у призмах Ніколя, занурення та заклеювання мікроскопічних препаратів, петрографічних шліфів, при виготовленні лаку та гістологічних препаратів, що підлягають тривалому зберіганню, а також у імерсійних об'єктивах мікроскопів.